# Kaposvári Rákóczi Football Club
Il Kaposvári Rákóczi FC (nome completo Kaposvári Rákóczi Football Club), meglio noto come Kaposvár, è una società calcistica con sede a Kaposvár, in Ungheria. Milita nella Soproni Liga, la massima serie del campionato ungherese.

## Storia
Il Kaposvári Rákóczi FC vanta nella sua storia, una presenza nella Mitropa Cup, nella stagione 1987/1988. Il suo miglior risultato nella massima serie ungherese è il 6º posto conquistato nella stagione 2007/2008 con 51 punti.

## Organico

### Rosa 2019-2020
Aggiornata al 14 gennaio 2020.
| N. |                     | Ruolo | Calciatore          |
| -- | ------------------- | ----- | ------------------- |
| 1  | Ungheria (bandiera) | P     | Krisztián Pogacsics |
| 2  | Ungheria (bandiera) | D     | Marcell Fodor       |
| 5  | Ungheria (bandiera) | D     | Alex Szabó          |
| 6  | Ungheria (bandiera) | D     | Csaba Vachtler      |
| 7  | Ungheria (bandiera) | C     | Norbert Csiki       |
| 8  | Ungheria (bandiera) | D     | János Nagy          |
| 9  | Ungheria (bandiera) | C     | Zsombor Bévárdi     |
| 10 | Ungheria (bandiera) | C     | Dominik Bíró        |
| 11 | Ungheria (bandiera) | D     | Valentin Hadaró     |
| 13 | Ungheria (bandiera) | C     | Ákos Borbély        |
| 14 | Ungheria (bandiera) | D     | Tamás Nagy          |
| 16 | Ungheria (bandiera) | C     | Attila Szakály      |
| 19 | Ungheria (bandiera) | C     | Ádám Pintér         |
| 20 | Croazia (bandiera)  | D     | Antun Palić         |

| N. |                     | Ruolo | Calciatore               |
| -- | ------------------- | ----- | ------------------------ |
| 21 | Ungheria (bandiera) | D     | László Ur                |
| 22 | Ungheria (bandiera) | C     | Dávid Hegedűs (capitano) |
| 23 | Ungheria (bandiera) | C     | Aurél Farkas             |
| 24 | Ungheria (bandiera) | C     | Krisztián Nagy           |
| 30 | Ungheria (bandiera) | P     | Balázs Slakta            |
| 32 | Lettonia (bandiera) | D     | Igors Tarasovs           |
| 33 | Croazia (bandiera)  | C     | Dinko Trebotić           |
| 66 | Ungheria (bandiera) | A     | Martin Ádám              |
| 70 | Ungheria (bandiera) | P     | Márk Bonnyai             |
| 73 | Ungheria (bandiera) | P     | László Laky              |
| 88 | Ungheria (bandiera) | C     | Richárd Nagy             |
| 92 | Ungheria (bandiera) | A     | Zsolt Balázs             |
| 97 | Ucraina (bandiera)  | C     | Andrij Jakymiv           |

## Storia recente
| Stag.     | Pos. | G  | V  | N  | P  | GF | GS | Pt. | Coppa             | Note |
| --------- | ---- | -- | -- | -- | -- | -- | -- | --- | ----------------- | ---- |
| 2004–2005 | 12   | 30 | 8  | 10 | 12 | 34 | 47 | 34  | Turno preliminare |      |
| 2005–2006 | 7    | 30 | 10 | 7  | 13 | 35 | 41 | 37  | quarti di f.      |      |
| 2006–2007 | 7    | 30 | 12 | 5  | 13 | 40 | 36 | 41  | ottavi            |      |
| 2008      | 6    | 26 | 11 | 6  | 9  | 38 | 32 | 39  | 3º turno          |      |
| 2009      | 10   | 30 | 9  | 11 | 10 | 38 | 40 | 38  | 3º turno          |      |
| 2010      | 9    | 30 | 10 | 11 | 9  | 48 | 41 | 41  | quarti di f.      |      |
| 2011      | 11   | 30 | 9  | 10 | 11 | 33 | 40 | 37  | quarti di f.      |      |
| 2012      | 5    | 30 | 14 | 7  | 9  | 41 | 36 | 49  | 4º turno          |      |

## Palmarès

### Competizioni nazionali
- Nemzeti Bajnokság II: 2

1979-1980, 1986-1987
- Nemzeti Bajnokság III: 2

2011-2012, 2017-2018 (girone ovest)

### Altri piazzamenti
- Coppa d'Ungheria:

Semifinalista: 1975-1976, 2010-2011
- Nemzeti Bajnokság II:

Secondo posto: 1974-1975, 2108-2019
Terzo posto: 1978-1979, 1995-1996, 2001-2002, 2003-2004